# Чёрный лёд (фильм, 2007)
«Чёрный лёд» (фин. Musta jää) — художественный фильм 2007 года, поставленный финским режиссёром Петри Котвикой в жанре психологической драмы с элементами триллера. Фильм удостоился пяти национальных кинонаград Финляндии за 2007 год в главных номинациях, включая лучшую режиссуру и исполнение женской роли.

## Сюжет
В основе сюжета драмы лежит любовный треугольник. Саара, врач-гинеколог, обнаруживает, что её муж Лео, преподаватель архитектуры, заводит роман со своей ученицей Туули. Сара решает втереться в доверие к любовнице своего мужа для того, чтобы манипулировать ею. Действие фильма разворачивается в одном из пригородов Хельсинки.

## В ролях
- Оути Мяенпяя — Саара
- Мартти Суосало — Лео
- Риа Катайя — Туули
- Вилле Виртанен — Илкка
- Сара Пааволайнен — Леа
- Филипп Дайне
- Анне фон Келлер
- Эмилия Синисало
- Кирси Юлийоки
- Марьют Маристо
- Нетта Хейккиля

## Производство
Музыку к фильму написал лидер группы Apocalyptica Эйкка Топпинен.

## Влияние
В 2010 году на основе фильма «Чёрный лёд» был снят южнокорейский ремейк под названием «Две женщины».

## Примечание
1. ↑  KAVI.
2. ↑  Black Ice (2007). Box Office Mojo. Дата обращения: 24 сентября 2022. Архивировано 24 сентября 2022 года.
3. ↑  Musta jää. Awards (англ.). IMDb. Дата обращения: 24 сентября 2022. Архивировано 24 сентября 2022 года.